# 中国魟
中国魟（学名：Dasyatis sinensis）为魟科半魟屬的鱼类。在中国，分布于东海、黄海、渤海等海域。该物种的模式产地在上海。
其种加词“sinensis”意为“中华的”。